# Draconcio
Blosio Emilio Draconcio (Furnos Minus, c. 455 - Cartago, c. 505) fue un poeta africano de lengua latina que vivió en el reino vándalo del Norte de África, en la segunda mitad del siglo V y comienzos del VI. 
Es conocido por haber sido encarcelado por orden del rey Guntamundo, aunque Alberto González García, cree más probable que fuera Hunerico, al haber alabado en un poema no conservado a un dominus cuyo nombre no menciona y que no era el rey vándalo, puesto que seguramente se refería al emperador bizantino Zenón. Pidió clemencia a Guntamundo mediante un poema titulado Satisfactio pero no consiguió su objetivo. Sería liberado por su sucesor, Trasamundo, a quien por ello escribió un poema in laudem Trasamundi.

## Biografía
El poeta norteafricano Blosio Emilio Draconcio fue un miembro de una familia senatorial natural de Furnos Minus, cuarenta kilómetros al oeste de Cartago. Nació durante el reinado de Genserico (428-477), primer soberano del reino vándalo. Estudió y vivió en la metrópoli africana, Cartago, donde ejerció un cargo legal -juez, fiscal o abogado. A causa de haber compuesto un Carmen ignotum ("Canto desconocido") que celebraba la victoria de un dominus —se cree que se trataba del emperador bizantino Zenón— fue encarcelado por el rey vándalo Hunerico (477-484) o por su sucesor Guntamundo (484-496); para congraciarse con este último escribió una Satisfactio hacia el 490 y la publicó al salir de la cárcel el 496 tras la muerte de dicho rey, por gracia de su sucesor el rey Trasamundo (496-523), con quien tal vez viajó a Italia. Durante su prolongado cautiverio escribió también algunos epilios, como el sexto y el séptimo. Conocía la obra de su contemporáneo y biógrafo  el poeta Reposiano y aunque aceptara el dominio vándalo, se consideraba a sí mismo un romano.[cita requerida]

## Obras
Podemos dividir su producción literaria del modo siguiente:
- Obras de temática cristiana: Laudes Dei y Satisfactio; la Satisfactio es un intento de reparación dirigido a Guntamundo (484-496), rey vándalo que encarceló al poeta. Se discute si el título de Laudes Dei debiera ser más bien Hexaemeron, título que ya le atribuía Isidoro de Sevilla. Estas obras fueron conocidas desde que en 1791 las publicó el jesuita español Arévalo.
- Epilios: diez poemas profanos, algunos de gran belleza y artificiosidad artística, de temática mitológica que llevan el título de Romulea. En realidad son ocho poemas y dos prefacios de temática profana: Hylas, Hércules en la cuna y la serpiente, La estatua del hombre valiente, Epitalamio, Epitalamio de Juan y Vitula, El rapto de Helena, Deliberación de Aquiles, Medea.
- Un drama en 974 hexámetros, titulado Orestis tragoedia.
- Dos breves poemas, titulados De mensibus uno y De origine rosarum el otro.
- Escribió también el poema In laudem Trasamundi, perdido para la tradición manuscrita.
- Por último escribió un poema, totalmente desconocido, quizás el causante de su encarcelamiento, el llamado Carmen ignotum.